# La piccola Dorrit
La piccola Dorrit (Little Dorrit) è un romanzo dello scrittore britannico Charles Dickens pubblicato per la prima volta tra il 1855 e il 1857.

## Trama

### Libro primo:Povertà
William Dorrit è un distinto signore che, governando male i propri affari, finisce nell'impossibilità di saldare i propri debiti. Quando è già padre di due figli, Edward e Fanny, viene incarcerato nella prigione londinese della Marshalsea, una ventina d'anni prima dell'inizio della storia. La famiglia, secondo la legge allora vigente, può condividere la sua cella.
Amy, la piccola Dorrit, ha la ventura di nascere dentro la stessa prigione. Quando Amy ha compiuto otto anni la madre, che insieme agli altri parenti fa compagnia al prigioniero, muore. Poco dopo muoiono anche la signora Bangham, che ha assistito la madre di Amy nel parto, e il carceriere, fino ad allora decano della prigione, che aveva instaurato un rapporto tanto speciale con Amy da aver pensato di lasciarle tutto in eredità, ma che finirà per non fare testamento.
Morto il carceriere, William viene battezzato il "Padre della Marshalsea", mentre Amy, a quell'epoca sedicenne, è, a sua volta, la "Figlia della Marshalsea". Altro membro della famiglia è il fratello di William, il musicista Frederick, buono ma miserabile, anch'egli preda degli sfortunati investimenti del fratello.
Nello stesso periodo in cui Amy è ormai una giovinetta, il quarantenne Arthur Clennam è di ritorno a Londra per incontrare la madre, a distanza di un anno dalla morte del padre. Insieme a questi gestiva in Oriente gli affari di famiglia, mentre sua madre li seguiva da Londra. Poco prima di morire, il signor Clennam ha consegnato ad Arthur un orologio a pendolo con la sigla DNF (Do Not Forget, "Non Dimenticare Mai") da destinare alla madre, e che Arthur spedisce a lei dalla Cina. Ormai prossimo al rientro, Clennam si imbatte a Marsiglia in svariati viaggiatori, con cui condivide una quarantena: la signorina Wade, i coniugi Meagles e la figlia di questi, Pet (oltre a Tattycoram, un'orfana che essi hanno adottato). Nello stesso periodo, sempre a Marsiglia, marciscono in galera l'italiano Battista Cavalletto e il cosmopolita Rigaud, su cui pesa il sospetto dell'uxoricidio.
Servitori della signora Clennam nella casa e sede della ditta a Londra sono il signor Flintwinch e Affery, moglie di quest'ultimo, che si occupa di rassettare. È qui che Arthur ritorna dopo tanti anni, con l'intenzione di comunicare alla madre la sua fuoriuscita dalla ditta. Ma Arthur è anche oppresso dalla sensazione che una colpa (forse un debito non estinto) pesi sulla propria famiglia e che un mistero si cela nelle relazioni fra il padre, ormai defunto, e la madre.
Amy aiuta i fratelli a cercare lavoro (essi non sono infatti obbligati a rimanere in carcere) e lavora essa stessa nella casa della signora Clennam.
Arthur inizia ad indagare sul conto di Amy. Innanzitutto le chiede se ha mai sentito il nome Clennam prima che la signora sua madre la prendesse a servizio, ma Amy risponde negativamente. Deciso a cercare di aiutarla e persuaso che ci sia una relazione tra la piccola Dorrit e la presunta colpa della famiglia, rintraccia in Tito Barnacle, funzionario dell'Ufficio delle Circonlocuzioni, un referente che possa dargli informazioni sulla natura del debito di William Dorrit. È in questo ufficio che torna a incontrare il signor Meagles e che conosce l'inventore Daniel Doyce.
In seguito, Arthur scopre che Amy è stata rintracciata dalla madre per lavori di cucito attraverso la mediazione del signor Casby, padrone della Corte del Cuore Sanguinante. Conosce così i signori Plornish, amici di Amy, che vi abitano, e il signor Pancks, che raccoglie implacabilmente gli affitti per conto di Casby. Ha, inoltre, modo di rincontrare Flora Casby, figlia del "patriarca" Casby e sua antica innamorata (essa ha nel frattempo sposato un tale Finching, ormai defunto).
Pancks, da Arthur messo al corrente di tutto, riesce a far consegnare alla famiglia Dorrit una ricca eredità. La famiglia diventa facoltosa e, estinguendo il debito, esce di prigione.

### Libro secondo:Ricchezza

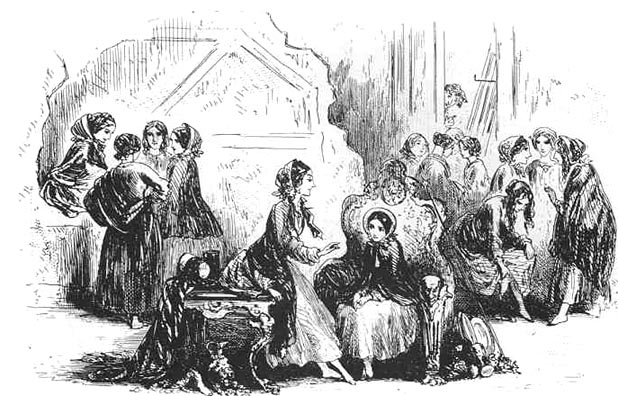
La piccola Dorrit assieme alla governante in un'illustrazione di Phiz del 1855

Da questo momento i Dorrit intraprendono una lunga vacanza in Europa, durante la quale William, cambiato dalla ricchezza, inizia a criticare spesso Amy, un tempo la sua figlia prediletta, cui vuole però sempre bene, perché ella non sa comportarsi adeguatamente nella società che hanno iniziato a frequentare. Inizia per Amy un periodo difficile di incomprensioni anche da parte dei suoi fratelli; suo padre si è anche messo in testa di farla sposare con qualche ricco giovane, nonostante Amy sia atterrita da questa aspettativa: l'unico che ama è Arthur, anche se la cosa rimane segreta perché suo padre non le permetterebbe mai di unirsi in matrimonio con una così modesta persona, anche se di animo buono. Questo periodo si conclude con la morte del padre, in seguito alla quale Amy supera solo a fatica un momento di tristezza e di malinconia.
Intanto, però, il piano di un affarista di nome Mr. Merdle, che aveva invischiato nella sua rete molti finanzieri, fallisce ed egli va in rovina (motivo per cui si suicida), trascinando con sé anche tutti coloro che erano caduti fra le maglie della sua gigantesca truffa; fra questi c'è Arthur Clennam, che viene quindi rinchiuso nella Marshalsea, dove, ammalatosi, viene curato da Amy. Quest'ultima gli rivela alfine i suoi sentimenti verso di lui e lo sposa.

## Personaggi
Amy Dorrit

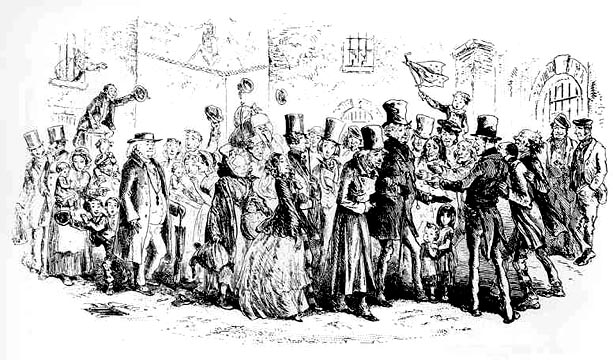
La Marshalsea diventa orfana (illustrazione di Phiz del 1855)

Protagonista del romanzo, è orfana di madre. Di carattere dolce, tranquillo e silenzioso, aiuta pazientemente i fratelli a trovar lavoro senza farlo sapere a William, che si sentirebbe troppo umiliato, e intanto fa compagnia a suo padre, del quale è la prediletta e che le vuole molto bene. Per racimolare qualche soldo lavora come sarta presso la madre di Arthur Clennam, e incontrato quest'ultimo se ne innamora; è tuttavia troppo umile per rivelarglielo. Quando la sua famiglia diventa ricca, ella non si adatta alle nuove condizioni di vita e detesta l'alta società e il giovane ricco cui suo padre l'ha destinata; viene assunta un'istitutrice privata che le deve insegnare a comportarsi, sebbene ella non approvi, e in seguito alla morte del padre rivela a Clennam i suoi sentimenti nei suoi confronti: così egli, che è sempre stato attratto da lei, la sposa.
Arthur Clennam
Secondo personaggio del romanzo per importanza, si mostra subito incuriosito dalla figura di Amy, da cui è attratto, mentre nella giovinezza era innamorato di Flora, che ha tuttavia perso tutto il suo fascino; sposa così la piccola Dorrit, che gli ha rivelato i suoi sentimenti verso di lui, dopo essere stato curato da lei perché, rinchiuso nella Marshalsea a causa di una truffa, si era ammalato.
William Dorrit
Padre di Amy, Fanny ed Edward nonché fratello di Frederick, vive nella Marshalsea da talmente tanto tempo che viene chiamato "Padre della Marshalsea"; in questa prigione è morta sua moglie dopo otto anni dall'esservisi trasferita. Nonostante inizialmente sia la sua pupilla, quando, grazie alla scoperta di un'eredità spettantegli, diventa ricco e organizza per sé e per i suoi figli un viaggio in Europa ma Amy non riesce ad adattarsi a vivere in società ed egli la critica spesso, additandole come esempio i suoi fratelli. Muore verso la fine del libro.
Fanny Dorrit
Sorella di Amy, che cerca di aiutarla a trovare lavoro, le vuole bene, anche se, a causa della sua vanità nel primo libro e per i comportamenti della sorella nel secondo la critica piuttosto spesso.
Edward Dorrit
Nonostante gli sforzi della sorella non riesce a mantenere un posto fisso; anch'egli si abitua subito alla vita piena di lusso che conduce la sua famiglia.
Frederick Dorrit
Fratello di William, è un vecchio e poverissimo musicista distratto e dalla mente appannata che si rivela però un'utile fonte di consolazione per la nipote in seguito alla morte del padre.
Madre di Arthur Clennam
Aspra donna in pessimi rapporti col figlio che non si alza dalla sua poltrona da moltissimi anni a causa di un impedimento e vive così da altrettanti anni senza spostarsi dalla sua abitazione; guarisce temporaneamente alla fine del libro.
Mr. Merdle
Affarista a lungo ritenuto un genio finanziario che tuttavia altro non ha fatto se non organizzare una truffa colossale che finisce col mandare in rovina lui e tutti quelli che è riuscito ad invischiare, fra cui Arthur Clennam; per questo si suicida.
Flora
Ex-fidanzata di Arthur Clennam, ha perso ogni minima traccia di fascino poiché diventata enorme, logorroica e superficiale.

## Pubblicazione

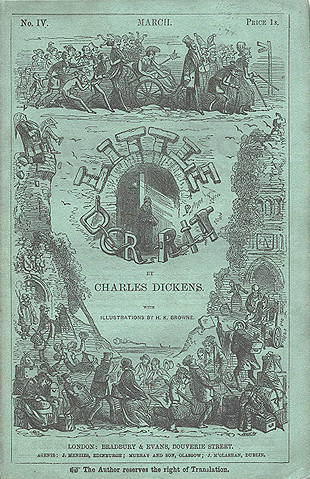
La copertina di un fascicolo del romanzo, realizzata da Phiz per l'edizione Bradbury & Evans.

L'opera fu scritta tra il 1855 e il giugno 1857 e pubblicata in fascicoli mensili (come quasi tutte le opere dell'autore) dal 1º dicembre 1855 al 1857. Essa è divisa in due libri: Povertà, in cui si parla delle misere condizioni della famiglia Dorrit, la cui madre è morta e il padre è in carcere per debiti, e della bontà della piccola Amy; si introducono inoltre vari personaggi, fra i quali alcuni dei principali sono Arthur Clennam e l'energico e attivo Mr. Pancks, grazie all'aiuto del quale la famiglia Dorrit esce di prigione e diventa ricca, e Ricchezza, in cui spicca il racconto della famiglia Dorrit e della sua elevata condizione economica.
Di seguito sono riportate le date di pubblicazione dei vari fascicoli.
| Numero | Data           | Capitoli |
| ------ | -------------- | -------- |
| I      | dicembre 1855  | (1-4)    |
| II     | gennaio 1856   | (5-8)    |
| III    | febbraio 1856  | (9-11)   |
| IV     | marzo 1856     | (12-14)  |
| V      | aprile 1856    | (15-18)  |
| VI     | maggio 1856    | (19-22)  |
| VII    | giugno 1856    | (23-25)  |
| VIII   | luglio 1856    | (26-29)  |
| IX     | agosto 1856    | (30-32)  |
| X      | settembre 1856 | (33-36)  |
| XI     | ottobre 1856   | (1-4)    |
| XII    | novembre 1856  | (5-7)    |
| XIII   | dicembre 1856  | (8-11)   |
| XIV    | gennaio 1857   | (12-14)  |
| XV     | febbraio 1857  | (15-18)  |
| XVI    | marzo 1857     | (19-22)  |
| XVII   | aprile 1857    | (23-26)  |
| XVIII  | maggio 1857    | (27-29)  |
| XIX-XX | giugno 1857    | (30-34)  |

## Critiche mosse dal libro

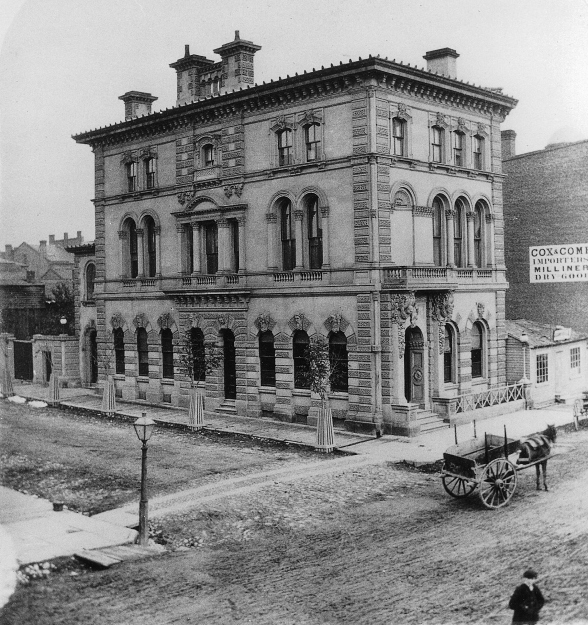
Una banca canadese in una vecchia fotografia di William Notman (1826-1891).

Nel libro sono mosse principalmente due critiche: quella alla burocrazia inglese e quella alla borghesia e ai ricevimenti e più in generale alla società borghese.

### Critica alla burocrazia
Dickens attacca le istituzioni burocratiche inglesi, nelle quali domina la filosofia del "non-fare": ad esempio, per fare un brevetto un inventore è costretto a compiere numerosissimi giri, compilare moduli e affrontare apatici impiegati; di questo si parla nel capitolo In cui si espone l'arte del governare, nel quale Dickens narra dell'Ufficio delle Circonlocuzioni, il cui stesso nome intende esprimere l'intento di frapporre ostacoli alla realizzazione di progetti pensati per il bene comune.

### Critica alla borghesia
In questo libro l'autore critica coloro che sacrificano tutto alla Società, come Fanny Dorrit e Mrs. Merdle, moglie del truffatore, creature superficiali e prive di spessore.

## Temi ricorrenti dell'opera dickensiana
Da notare è il fatto che Dickens, come in altri suoi romanzi, torna più volte ad insistere sul tema del carcere della Marshalsea, che probabilmente è il luogo principale del romanzo e in cui il suo stesso padre fu rinchiuso per debiti nel 1824 assieme al resto della sua famiglia tranne il dodicenne Dickens, che dovette così interrompere la propria educazione per svolgere un lavoro degradante in una fabbrica di lucido da scarpe; questa esperienza lo impressionò notevolmente e infatti la Marshalsea viene ampiamente descritta anche nel suo primo romanzo (Il Circolo Pickwick), mentre David Copperfield, protagonista dell'omonimo romanzo, è anch'egli costretto a lavorare da giovane (attaccando etichette a bottiglie) nella fabbrica Murdstone & Grinby del suo malvagio patrigno.

## "La piccola Dorrit" e l'Italia
(Charles Dickens a Stendhal)
In questo romanzo Charles Dickens esprime il più alto apprezzamento degli Italiani, popolo che egli ammirava, tramite il personaggio Gianbattista Cavalletto, semplice e generoso.

## Edizioni italiane

### Edizioni integrali
- trad. di Federigo Verdinois, Treves, Milano, 1879[4]
- trad. di Zoe Lampronti, Bietti, Milano, 1939
- trad. di Vittoria Rossi Ancona, illustrazioni di Mario Laboccetta, Aldo Martello Editore, Milano, 1950; versione riveduta a cura di Carlo Pagetti, Torino, Einaudi, 2003
- trad. di Berto Minozzi, Cavallotti, Milano 1950; AMZ, Milano, 1952; Edizioni dell'Albero, Torino, 1966
- trad. di Curzio Siniscalchi, Lucchi, Milano, 1970
- trad. di Emma Claudia Pavesi, Accademia, Milano, 1987
- trad. di Vito Cusumano, De Agostini, Novara, 1990
- trad. di Annamaria Fizzotti, Lito, Milano, 1991

### Edizioni ridotte
- trad. di Virginia Galante Garrone, SAS, Torino 1949; Collana La 500 ep n.5 Edizioni Paoline, 1965
- trad. di G. De Mattia, Boschi, Milano 1954
- trad. di Maria Longi, Capitol, Bologna 1956
- trad. di Elena Bairati e Mariuccia Cavalli, Collana Superverdi, Torino, SAIE, 1961
- a cura di F. Fabbri, Collana Classici, Malipiero, Bologna, 1966
- trad. di Romano Carlo Cerrone, tavole di Enrico Sacchi, illustrazioni di Mario Tonarelli, Biblioteca dei ragazzi n.18, Torino, SAIE, 1972